# ぼくの孫悟空 (2003年の映画)
『ぼくの孫悟空』（ぼくのそんごくう）は、2003年7月12日に公開された日本のアニメーション映画。手塚治虫原作の漫画『ぼくのそんごくう』の映画版である。

## 概要
原作を下敷きとしつつ、長編映画向けにプロットと筋書き、登場人物の設定が映画独自のものに変更されている。

## 物語
花果山の頂上に大きな隕石が落ち、その中から巨大な猿の化け物が現れた。見境なく暴れまわる化猿だったが、逃げ遅れた1匹の猿に触れた途端、急激に力を失い、1匹の小さな猿になってしまう。その後、「石猿」と罵られ、仲間たちに疎まれながら育った猿は、心優しい猿の少女、愛鈴に見守れながらたくましく成長していく。そして、ひょんなことから滝壺の奥地に豊かな桃源郷を見つけた猿は、猿一族の王様となり、水蓮洞と名付けた理想郷に移住して享楽に興じる日々を過ごす。しかし、生けるものの寿命に限りがあることを知った猿は、遠く離れた島に住むズボダイ仙人に弟子入りし、「孫悟空」の名を授かると共に、様々な妖術と不老長生の体を手に入れる。果花山を襲った混成魔王も退け、一族を繁栄に導いた悟空だが、それだけでは飽き足らず天界を我が物にしようと目論んだため、お釈迦様の罰を受け、五行山に閉じ込められてしまう。
それから500年後、罪の償いのために長安から西天へ取経に向かう僧侶・三蔵法師の弟子となった悟空の前に、謎の道士、崑崙が現れ、執拗に付きまとう……。

## 登場人物・キャスト
- 孫悟空(石猿)（声：優香）
- 愛鈴（声：今井絵理子）
- 崑崙仙人(導師)（声：納谷六朗）
- 三蔵法師（声：森田順平）
- 沙悟浄(順風耳)（声：大塚明夫）
- 猪八戒(千里眼)（声：鈴木ヒロミツ）
- 長老猿（声：大木民夫）
- 須菩提仙人（声：北村弘一）
- 西王母（声：谷育子）
- 太白金星（声：楠見尚己）
- 兜率天（声：塾一久）
- 竜子（声：津村まこと）
- 巨霊神（声：浜田賢二）
- 男(僧侶)（声：鈴木正和）
- ヘビ妖怪（声：奥田啓人）
- 二郎真君（声：小野大輔）
- 水蘭（声：堀越のり）
- 天帝（声：穂積隆信）
- 混世魔王（声：松山政路）

## スタッフ
- オリジナルキャラクター･原作 - 手塚治虫
- 製作 - 松谷孝征、野澤克巳
- 企画 - 清水義浩、古徳稔、大谷章二
- 脚本 - 夢枕獏、手塚プロダクション文芸部
- 音楽 - 浜口史郎
- アニメーションディレクター - 内田裕
- キャラクターデザイン･作画監督 - 杉野昭夫
- 美術監修 - 河野次郎
- 美術監督 - 柴田正人
- 撮影監督 - 荒川浩介
- 編集 - 森田清次
- 音楽監督 - 鈴木清司
- 音響監督 - 小林克良
- プロデューサー - 宇田川純男、久保田稔、五十嵐晃博
- 撮影スーパーバイザー - 高橋宏固
- テクニカルディレクター - 高橋賢太郎
- 音響効果 - 糸川幸良
- 製作 - 手塚プロダクション/アールビバン
- 監督 - 杉野昭夫、吉村文宏

## 主題歌
- 今井絵理子『Butterfly』

## 外部サイト
- 手塚治虫公式サイト内作品ページ